# زاویه، شابران
زاویه (به ترکی آذربایجانی: Zeyvə) یک منطقهٔ مسکونی در جمهوری آذربایجان است که در شهرستان شابران واقع شده‌است. دهستان زاویه شامل روستاهای زاویه و کیلوار است.

## نگارخانه

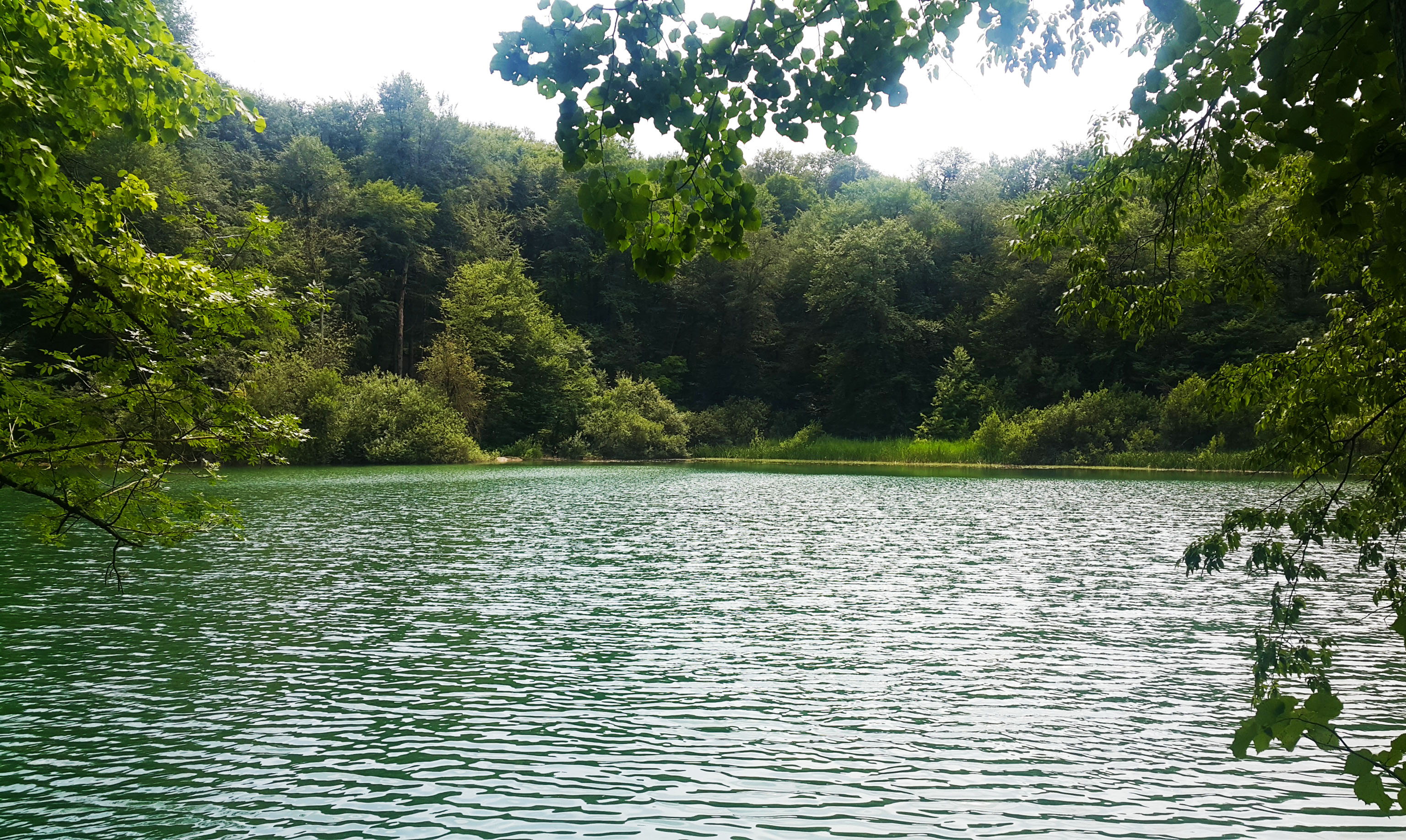
دریاچه انبیل

## جمعیت
زاویه ۱٬۲۵۲ نفر جمعیت دارد.